# Adolf Arnold
Adolf Arnold (* 20. März 1935 in Schweinfurt; † 2. Juni 2015) war ein deutscher Geograph und Hochschullehrer.

## Leben
Adolf Arnold wurde in Schweinfurt geboren und studierte von 1954 bis 1960 in Bayreuth und Berlin Geographie, Germanistik und Geschichte. Dieses Studium schloss er mit dem Staatsexamen ab. 1963 wurde er Wissenschaftlicher Assistent an der Technischen Universität Hannover. Mit einer Arbeit über Das Maintal zwischen Haßfurt und Eltmann promovierte er 1967. Anschließend unternahm er Forschungsreisen nach Tunesien und Algerien, um sich mit kultur- und wirtschaftsgeographischen Themen des Maghreb zu beschäftigen. Er habilitierte an der Fakultät für Mathematik und Naturwissenschaften der Technischen Universität Hannover mit Untersuchungen zur Wirtschaftsgeographie Tunesiens und Ostalgeriens für das Fach Geographie. 1980 wurde er außerordentlicher Professor für Kulturgeographie.
Arnold war Vorstand und Ehrenmitglied der Geographischen Gesellschaft zu Hannover.

## Schriften
- Adolf Arnold: Agrargeographie. Schöningh, Paderborn 1985, ISBN 3-506-99339-9
- Adolf Arnold: Algerien. Eine frühere Siedlungskolonie auf dem Weg zum Schwellenland. Perthes, Gotha 1995, ISBN 3-623-00665-3
- Adolf Arnold: Allgemeine Agrargeographie. Perthes, Gotha 1997, ISBN 3-623-00846-X